# Liste der Baudenkmäler in Finnentrop
Die Liste der Baudenkmäler in Finnentrop enthält die denkmalgeschützten Bauwerke auf dem Gebiet der Gemeinde Finnentrop im Kreis Olpe in Nordrhein-Westfalen (Stand: Januar 2021). Diese Baudenkmäler sind in der Denkmalliste der Gemeinde Finnentrop eingetragen; Grundlage für die Aufnahme ist das Denkmalschutzgesetz Nordrhein-Westfalen (DSchG NRW).

| Bild | Bezeichnung | Lage                                        | Beschreibung | Bauzeit | Eingetragen seit      | Denkmal- nummer |
| --- | --- | ------------------------------------------- | --- | ------- | --------------------- | --------------- |
| weitere Bilder | Katholische Pfarrkirche St. Georg | Schliprüthen Karte                          | |         | 07.09.1984            | 1               |
| weitere Bilder | Katholische Pfarrkirche Mariä Himmelfahrt Schönholthausen Ergänzung: 15 Bestandteile und Ausstattungsstücke der Pfarrkirche | Schönholthausen                             | |         | 07.09.1984 26.01.2000 | 2 Wikidata      |
| weitere Bilder | Schloss Ahausen | Ahausen Karte                               | |         | 10.07.1985            | 3               |
| weitere Bilder | Katholische Pfarrkirche St. Antonius Einsiedler Heggen (einschließlich Erweiterungsteil von 1900/01) ohne Inventar | Heggen Karte                                | |         | 15.10.1984            | 4               |
| | Wegekreuz Nähe Auf’m Kamp |                                             | |         | 20.11.1986            | 5               |
| | Altes Feuerwehrhaus - Feuerwehrturm | Fretter                                     | |         | 20.11.1986            | 6               |
| Nördliche giebelseitige Fassade und die der Kirche zugewandte Seitenfassade des Wohnhauses | Nördliche giebelseitige Fassade und die der Kirche zugewandte Seitenfassade des Wohnhauses | Serkenrode Fretterstraße 23 Karte           | |         | 20.11.1986            | 7               |
| Deelentor | Deelentor | Deutmecke Esloher Straße 80 Karte           | |         | 20.11.1986            | 8               |
| BW | Südöstliche giebelseitige Fassade und nordöstliche Seitenfassade (nur Fachwerkteile) des Hofhauses | Serkenrode Fretterstraße 7 Karte            | |         | 20.11.1986            | 9               |
| BW | Vordere giebelseitige Fassade und beide Seitenfassaden des Wohnhauses | Schliprüthen Fehrenbrachter Straße 15 Karte | |         | 20.11.1986            | 10              |
| BW | Gesamtes Wohnhaus | Schliprüthen Fehrenbrachter Straße 14 Karte | |         | 29.10.1990            | 11              |
| BW | Gesamte giebelseitige Fassade des ehemaligen Hofhauses | Glinge Glinge Nr. 71 Karte                  | |         | 20.06.1990            | 12              |
| Matthiaskapelle Altfinnentrop | Matthiaskapelle Altfinnentrop | Altfinnentrop Karte                         | |         | 20.02.1987            | 13              |
| Kapelle | Kapelle | Dahm                                        | |         | 20.02.1987            | 14              |
| Lucis-Kapelle | Lucis-Kapelle | Fehrenbracht                                | |         | 20.02.1987            | 15              |
| Kapelle St. Nikolaus | Kapelle St. Nikolaus | Frielentrop                                 | |         | 20.02.1987            | 16              |
| BW | Wegekreuz | Serkenrode Fretterstraße Karte              | |         | 20.02.1987            | 17              |
| Kapelle St. Donatus und Barbara | Kapelle St. Donatus und Barbara | Müllen                                      | |         | 20.02.1987            | 18              |
| | Wappensteine | Ahausen An der Ahauser Mühle, Nähe L 539    | |         | 20.02.1987            | 19              |
| BW | Ehemaliges Hofhaus | Lenhausen Alte Schloßstraße 4 Karte         | |         | 20.02.1987            | 20              |
| BW | Östliche giebelseitige Fassade (ohne Anbau) und südliche Seitenfassade, ehemaliges Hofhaus | Ostentrop Bermeckestraße 14 Karte           | |         | 20.02.1987            | 21              |
| BW | Ehemaliges Hofhaus | Ostentrop Dorfstraße 9 Karte                | |         | 20.02.1987            | 22              |
| Ehemaliges Hofhaus | Ehemaliges Hofhaus | Lenhausen Westfalenstraße 28 Karte          | |         | 20.02.1987            | 23              |
| Der Straße „Zur Schlerre“ zugewandte giebelseitige Fassade des ehemaligen Hofhauses | Der Straße „Zur Schlerre“ zugewandte giebelseitige Fassade des ehemaligen Hofhauses | Schönholthausen Zur Schlerre 2 Karte        | |         | 20.02.1987            | 24              |
| Hofhaus | Hofhaus | Schönholthausen Zur Schlerre 5 Karte        | |         | 20.02.1987            | 25              |
| weitere Bilder | Knochenmühle mit Inventar | Fretter Schöndelter Straße 11 Karte         | Das Stampfwerk im Gebäude ist eine ehemalige Erz- oder Schlackepoche aus der Mitte des 19. Jahrhunderts und stammt vermutlich aus der Finnentroper Hütte. Es ist das einzige erhaltene Pochwerk aus der frühen Montanindustrie in NRW. | um 1900 | 16.03.1987            | 26              |
| weitere Bilder | Katholische Pfarrkirche St. Matthias | Fretter                                     | |         | 06.05.1987            | 27              |
| St. Agatha Kapelle | St. Agatha Kapelle | Ramscheid                                   | |         | 08.05.1987            | 28              |
| Katholische Kapelle Hl. Drei Könige | Katholische Kapelle Hl. Drei Könige | Bausenrode                                  | |         | 08.05.1987            | 29              |
| | Wegekreuz bei der Kapelle Hl. Drei Könige | Bausenrode                                  | |         | 08.05.1987            | 30              |
| | Kruzifix bei der Kapelle St. Georg | Schöndelt                                   | |         | 08.05.1987            | 31              |
| BW | Ehemaliges Hofhaus - Hofhaus innen und außen, ohne Anbau | Ostentrop Bermeckestraße 6 Karte            | |         | 08.05.1987            | 32              |
| BW | Hofhaus (ohne südöstl. Anbau und die entstellenden Veränderungen von Garagentor und Schiebetür vor der Deeleneinfahrt und die südwestl. Giebelverkleidung)                                                                        | Serkenrode Fretterstraße 65 Karte           | |         | 08.05.1987            | 33              |
| BW | Ehemaliges Hofhaus (ohne Anbauten und Veränderungen des Eingangs) | Serkenrode Fretterstraße 86 Karte           | |         | 08.05.1987            | 34              |
| BW | Ehemaliges Hofhaus (ohne Anbauten) | Rönkhausen Glingestraße 17 Karte            | |         | 08.05.1987            | 35              |
| Östl. giebelseitige Fassade und Hauskörper in seinem Umriss des ehemaligen Hofhauses | Östl. giebelseitige Fassade und Hauskörper in seinem Umriss des ehemaligen Hofhauses | Lenhausen Fretterbachstraße 3 Karte         | |         | 30.07.1987            | 36              |
| BW | Wegekreuz | Heggen Finnentroper Straße Karte            | |         | 15.01.1988            | 37              |
| weitere Bilder | Katholische Pfarrkirche St. Anna | Lenhausen Karte                             | |         | 15.01.1988            | 38              |
| BW | Ehem. Hofhaus (unter dem Krüppelwalmdach zusammengefasster Baukörper sowie der an der nördl. Seite rückwärtig angefügte Anbau) | Lenhausen Fretterbachstraße 7 Karte         | |         | 19.06.1990            | 39              |
| Vorderseitiger Giebel des Wohnhauses | Vorderseitiger Giebel des Wohnhauses | Deutmecke Agathastraße 2 Karte              | |         | 15.01.1988            | 40              |
| | Katholisches Pfarrhaus | Lenhausen                                   | |         | 15.01.1988            | 41              |
| weitere Bilder | Schloss Lenhausen | Lenhausen Karte                             | |         | 15.01.1988            | 42              |
| BW | Hochkreuz | Heggen Friedhof Heggen Karte                | |         | 18.01.1988            | 43              |
| BW | Hofhaus (ohne seitlichen Anbau) | Deutmecke Riedmecker Straße 1 Karte         | |         | 18.01.1988            | 44              |
| BW | Ehemaliges Hofhaus (ohne hinteren Anbau und ohne neueren Vorbau) | Rönkhausen Glingestraße 26 Karte            | |         | 18.01.1988            | 45              |
| BW | Südöstl. giebelseitige und nordöstl. Fassade (ohne Anbau) des Wohnhauses | Schliprüthen Am Buchhagen 3 Karte           | |         | 18.01.1988            | 46              |
| Katholische Pfarrkirche St. Johannes Nepomuk (Äußeres) | Katholische Pfarrkirche St. Johannes Nepomuk (Äußeres) | Finnentrop Karte                            | |         | 25.03.1988            | 47              |
| weitere Bilder | Katholische Pfarrkirche St. Joseph (Äußeres) | Bamenohl Karte                              | |         | 25.03.1988            | 48              |
| | Katholisches Pfarrhaus (nur die drei vom unteren Hang sichtbaren Fassaden) | Bamenohl                                    | |         | 25.03.1988            | 49              |
| | Katholisches Pfarrhaus (Äußeres und Inneres) | Heggen                                      | |         | 25.03.1988            | 50              |
| Katholische Kapelle St. Agatha mit Ausstattung | Katholische Kapelle St. Agatha mit Ausstattung | Deutmecke                                   | |         | 25.03.1988            | 51              |
| BW | Villa Grüter, Fassaden (ohne Rückseite) des Wohnhauses | Altfinnentrop Attendorner Straße 58 Karte   | |         | 29.03.1988            | 52              |
| | Katholisches Pfarrhaus - nur Äußeres und ohne seitlichen Anbau | Schliprüthen                                | |         | 22.07.1988            | 53              |
| | Wegekreuz oberhalb des „Alten Kirchweges“ | Lenhausen                                   | |         | 22.07.1988            | 54              |
| weitere Bilder | Schloss Bamenohl | Bamenohl Karte                              | |         | 17.11.1988            | 55              |
| BW | Hofhaus | Müllen Lenhauser Straße 3 Karte             | |         | 02.02.1989            | 56              |
| weitere Bilder | Nördl. giebelseitige Fassade des ehemaligen Hofhauses | Bamenohl Bamenohler Straße 59 Karte         | |         | 18.05.1989            | 57              |
| BW | Wirtschaftsgebäude | Schönholthausen Zur Schlerre 5 Karte        | |         | 14.09.1989            | 58              |
| | Pfarrhaus (ohne Inneres) | Schönholthausen                             | |         | 25.09.1989            | 59              |
| Katholische Kapelle (Marienkapelle) | Katholische Kapelle (Marienkapelle) | Lenhausen                                   | |         | 21.05.1990            | 60              |
| | Hallenkonstruktion Schützenhalle | Lenhausen                                   | |         | 18.07.1990            | 61              |
| Reiterstellwerk Finnentrop (Bahnhof Finnentrop) | Reiterstellwerk Finnentrop (Bahnhof Finnentrop) | Finnentrop                                  | |         | 18.07.1990            | 62              |
| Kapelle | Kapelle | Weuspert                                    | |         | 16.05.1991            | 63              |
| weitere Bilder | Eisenbahnbrücke über die Lenne | Lenhausen                                   | |         | 03.07.1991            | 64              |
| Katholische Kapelle St. Apollonia | Katholische Kapelle St. Apollonia | Weringhausen                                | |         | 23.07.1991            | 65              |
| | |                                             | |         |                       | 66              |
| BW | Hofhaus (unter dem Satteldach zusammengefasstes ehemaliges Hofhaus) | Glinge Glinge Nr. 81 Karte                  | |         | 17.12.1992            | 67              |
| BW | Bildstock | Hollenbock Hollenbock Nr. 5 Karte           | |         | 11.03.1996            | 68              |
| weitere Bilder | Kraftwerk Lenhausen | Frielentrop Karte                           | |         | 16.07.1996            | 69              |
| weitere Bilder | Kraftwerk Bamenohl | Bamenohl Karte                              | |         | 02.09.1996            | 70              |
| Kraftwerk Ahausen | Kraftwerk Ahausen | Ahausen Karte                               | |         | 16.07.1996            | 71              |
| Wassermühle Frettermühle | Wassermühle Frettermühle | Frettermühle                                | |         | 16.06.1999            | 72              |
| BW | Ehemaliges Hofhaus Fretter | Fretter Gerhart-Hauptmann-Straße 8 Karte    | |         | 29.06.1999            | 73              |
| Historische Elemente des Kirchhofes in Schönholthausen (Grabmal Pastor Hövel + Lindenbepflanzung an der Südseite) | Historische Elemente des Kirchhofes in Schönholthausen (Grabmal Pastor Hövel + Lindenbepflanzung an der Südseite) | Schönholthausen                             | |         | 29.06.1999            | 74              |
| | Bestandteile und Ausstattungsstücke der Pfarrkirche Schönholthausen als Ergänzung zum Bescheid vom 7. Sept. 1984 (siehe Nr. 2) | Schönholthausen                             | |         | 26.01.2000            | ohne            |
| Jupp-Schöttler-Jugendherberge Bamenohl (einschl. der Fotodokumentation über die mobile Ausstattung des Hauses, hier insbesondere die reiche und vielfältige Sammlung von Kunstwerken sowie die vielen privaten Erinnerungsstücke) | Jupp-Schöttler-Jugendherberge Bamenohl (einschl. der Fotodokumentation über die mobile Ausstattung des Hauses, hier insbesondere die reiche und vielfältige Sammlung von Kunstwerken sowie die vielen privaten Erinnerungsstücke) | Bamenohl                                    | |         | 29.06.2001            | 75              |
| | Historischer trigonometrischer Punkt und Zwillingspunkt Stolleshagen bei Serkenrode | Serkenrode                                  | |         | 14.05.2002            | 76              |
| | Historischer trigonometrischer Punkt Düppe bei Fretter | Fretter                                     | |         | 14.05.2002            | 77              |
| | Historischer trigonometrischer Punkt Reckelscheid bei Müllen | Müllen                                      | |         | 14.05.2002            | 78              |
| Stellwerk Finnentrop Süd (Fs) (Bahnhof Finnentrop) | Stellwerk Finnentrop Süd (Fs) (Bahnhof Finnentrop) | Finnentrop                                  | |         | 19.07.2004            | 79              |
| Stellwerk Finnentrop Nord (Fn) (Bahnhof Finnentrop) | Stellwerk Finnentrop Nord (Fn) (Bahnhof Finnentrop) | Finnentrop                                  | |         | 19.07.2004            | 80              |